# Dieter Weberpals

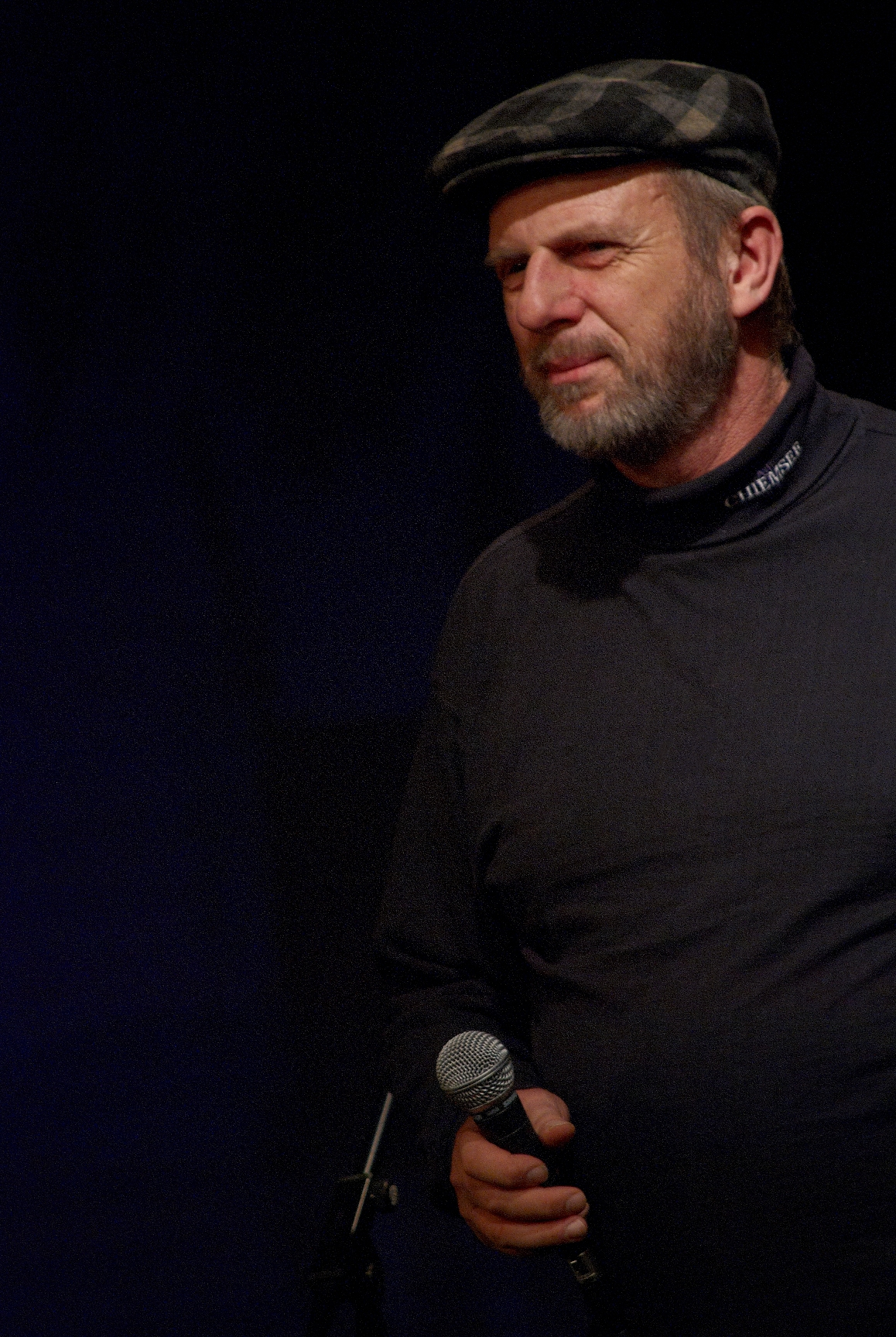
Dieter Weberpals bei einem Konzert im Dezember 2010

Dieter Weberpals (* 21. August 1954 in Nürnberg) ist ein deutscher Flötist.

## Leben
Dieter Weberpals lebt in Kucha. In  seinem Geburtsort Nürnberg besuchte er von 1965 bis 1971 das Johannes-Scharrer-Gymnasium.
Er spielt mit zahlreichen international renommierten Künstlern im Bereich Jazz, Rock, Worldmusic. Sehr bekannt ist seine Formation Argile, mit der er Jazz, afrikanische und asiatische Musik kombiniert und 5 CDs veröffentlichte. Er spielte u. a. bei Audio-CDs mit Klaus Maria Brandauer oder der Autorin Ilona Maria Hilliges (Bestseller „Die Weiße Hexe“), als Gastmusiker bei CD-Einspielungen mit Embryo, El-Houssaine Kili, Orange Winds, Frankenbänd und arbeitete mit so namhaften Musikern wie Sona Diabaté, Moussa Diallo, Famadou Konate, Andrea Wolper, Ken Filiano und Ramesh Shotham.

## Diskografie
Soloveröffentlichungen
- Dieter Weberpals - Meditation - CD (bibi 1944) - 2014
- Edda B. & Dieter Weberpals - Handpan Meditation - CD (bibi 1947) - 2019

mit Argile
- Argile feat. Barry Sangare - Koko - (bibiafrica/Indigo 01046) - 1991
- Argile feat. Barry Sangare & Ramesh Shotham - Idjo - (bibiafrica/Indigo 03055) - 1995.
- Argile feat. Sona Diabaté - Live in Africa & Europe - (bibiafrica/Indigo 85642) - 1998
- Argile feat. S. Diabaté, Famoudou Konaté u. a. - Mandingo Festival - (bibiafrica/Indigo 97092) - 2000
- Argile - filefola / the flute album - (bibiafrica) - 2007

mit Gebärväterli
- Gebärväterli - Im Tal der Emmen - LP (Brutkasten Records) - 1978
- Gebärväterli - Im Tal der Emmen - CD-Re-Issue + 2 Bonus-Tracks (bibi 1945) - 2014

als Gastmusiker
Benjamin Van Haeff - Down To Earth (Track 1) CD (B.V.Haeff) - 2019
- Lena Dobler - Setagaya - CD (Track 11) (Lena Dobler) - 2014
- Rainer Rabus - Handpan Music - CD (bibiafrica 19143) - 2013
- Frankendry - Palmen auf den Almen CD (Sinwell records 0513) - 2013
- Iria - Geborgen (Tracks 5, 8, 10 + 13) - CD (Easy-Does-It Productions IS0410) - 2010
- Wolfsmehl - Königshaut (Hörspiel mit Klaus Maria Brandauer u. a. + Musik von Hans Kraus-Hübner) - 2 CDs (Hörbuch Hamburg Verlag 03198) - 2005
- Die Frankenbänd - Morgenrot (Tracks 3, 7 & 17) - CD (Streetlife 5002-05-01) - 2005
- Orange Winds - Dahab Walk (Track 4 + 7) CD (bibiafrica/FMS 30372) - 2005
- Pavla Kapitánová - The Alchemy Of Life (Tracks 4 - 9) CD + Poetry-Book 2004
- Ilona Maria Hilliges - Mit den Augen einer Afrikanerin (kompl. CD audiobook + flute) - CD (brainstorm/Eichborn 85541) - 2003
- Ilona Maria Hilliges - Mit den Augen einer Leopardin (kompl. CD audiobook + flute) - CD (brainstorm/Eichborn 85540) - 2003
- El-Houssaine Kili - Safran (Track 2) - CD (Tropical Music 68803) - 1999
- Embryo - Istanbul Casablanca (Track ) - 2 CDs (Schneeball 85362) - 1999

Kompilationen
- Bardentreffen 2005 - Track 5: Argile feat. Abdel Illah Hajim - Hada Hal Dunja (heartmoon records) - 2005
- African Artists Hand In Hand - Track 8: Bajaly Suso/D. Weberpals - Youndoumounko 2003
- Global Rhythm 8/02 - Track 8: Argile - Mandingo Festival 2002 - USA Global Rhythm Magazine